# Albert Gschwendner
Albert Gschwendner (* 9. April 1954 in Trier; † 16. Juli 2010) war ein deutscher Unternehmer.
Gschwendner war der Gründer der heutigen Firma TeeGschwendner in Meckenheim, die 1976 als Der Teeladen in Trier entstand und die er sukzessive ausbaute.
Er starb im 57. Lebensjahr und hinterließ seine Frau und fünf Kinder. Albert Gschwendner legte Wert auf soziale Arbeitsbedingungen für die Tee-Erzeuger und auf den Umweltschutz. Er war ein Gründungsmitglied der NABU-Unternehmerinitiative.